# 芒普乡
芒普乡（藏語：མང་ཕུ་），是中华人民共和国西藏自治区日喀则市拉孜县下辖的一个乡镇级行政单位。

## 行政区划
芒普乡下辖以下地区：
乃村、普村、达龙村、公琼村、那拉赤村、扎木加村和曲古村。